# Unua libro

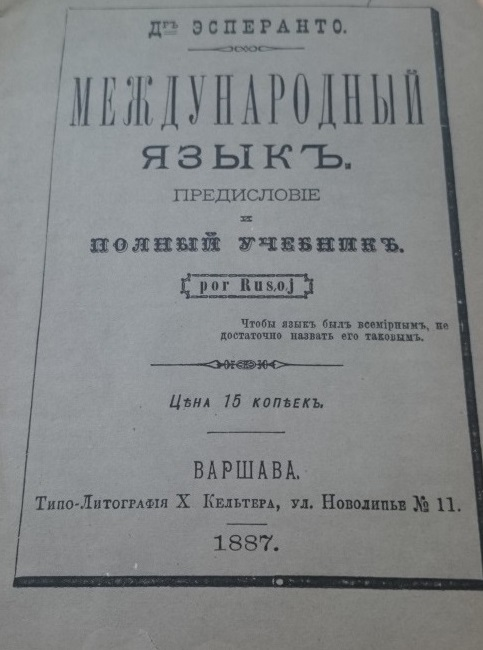
Unua Libro (por Rusoj) (per russi), pubblicato a Varsavia nel 1887

L'Unua Libro (Primo libro) fu la prima pubblicazione a descrivere la lingua ausiliaria internazionale esperanto (allora conosciuta come lingvo internacia, "lingua internazionale"). 
Fu pubblicato inizialmente in russo il 26 luglio 1887, e in seguito in polacco 1887, francese 1887, tedesco 1887, nuovamente in russo nel 1888 (sul frontespizio di questa seconda edizione è indicato 1887 ma essendo stato ottenuto il permesso dalla censura il 31 dicembre di quell'anno, la seconda edizione venne stampata all'inizio dell'anno successivo), in inglese 1888 e in ebraico nel 1889. Questo libretto, menzionato nella Cronologia Generale degli eventi più importanti della storia del mondo, includeva una versione in esperanto del Padre Nostro, alcuni versi della Bibbia, un modello di lettera, due poesie originali (Mia penso e Ho, mia kor), le sedici regole grammaticali della lingua e 917 radici del vocabolario. Zamenhof dichiarò, "una lingua internazionale, come una nazionale, è proprietà di tutti." Zamenhof firmò il lavoro con lo pseudonimo di "Doktoro Esperanto", che in seguito sarà adottato come nome della lingua che, in esperanto, significa "colui che spera".
Nel 1905 Zamenhof ripubblicò le sedici regole grammaticali, insieme ad un "dizionario universale" e una collezione di esercizi, in un'opera intitolata Fundamento de Esperanto. Nello stesso anno, durante il primo Congresso Mondiale d'Esperanto che si tenne a Boulogne-sur-Mer, in Francia, venne rilasciata una dichiarazione, che recitava:
(L.L. Zamenhof)
Tuttavia, l'aver dichiarato la lingua "proprietà comune" consistette in definitiva nell'abrogazione totale dei diritti e dei privilegi personali di Zamenhof quale suo creatore, lasciando però la lingua soggetta a forti controlli sulle sue modifiche.
La prima versione dell’Unua libro fu stampata in 3000 esemplari ed è oggi un libro rarissimo. Le copie conosciute sono solo quattro, tre delle quali presenti nelle seguenti istituzioni: Biblioteca Nazionale Austriaca, Biblioteca dell'Università di Varsavia, Biblioteca di Stato russa. La quarta copia è in possesso di un collezionista. Una quinta copia, un tempo presente in Germania, venne trasferita durante il periodo nazista dalla Royal Saxony Library alla Biblioteca di Stato di Berlino. Nonostante sia menzionata nel catalogo della biblioteca, questa copia non è fisicamente presente e probabilmente fu perduta durante la seconda guerra mondiale.

## Galleria d'immagini

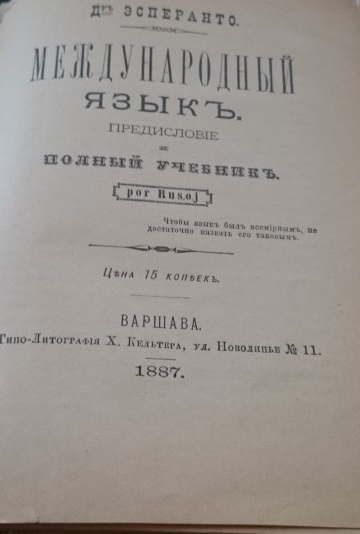
Unua Libro (por Rusoj) - 1887 - frontespizio
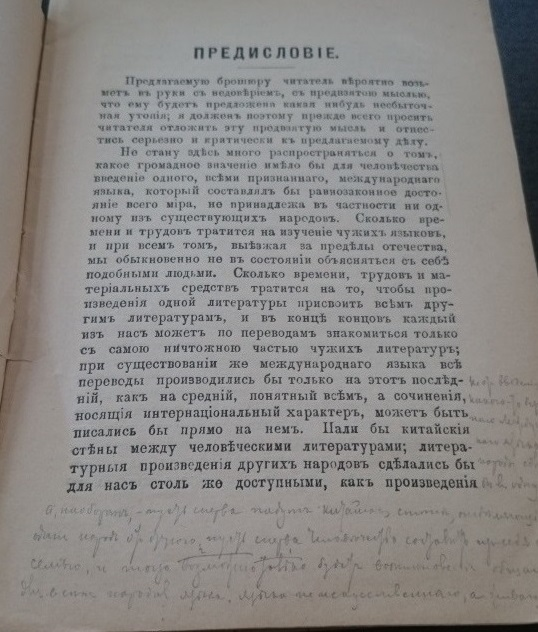
Unua Libro (por Rusoj) - 1887 - introduzione
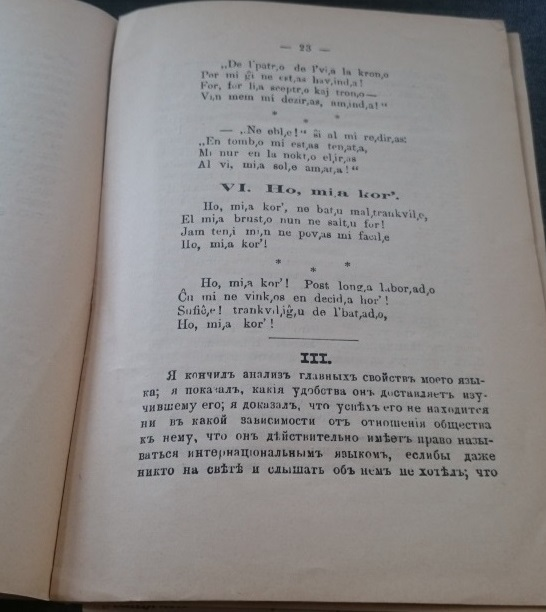
Unua Libro (por Rusoj) - 1887 - poesia Ho, mia kor'
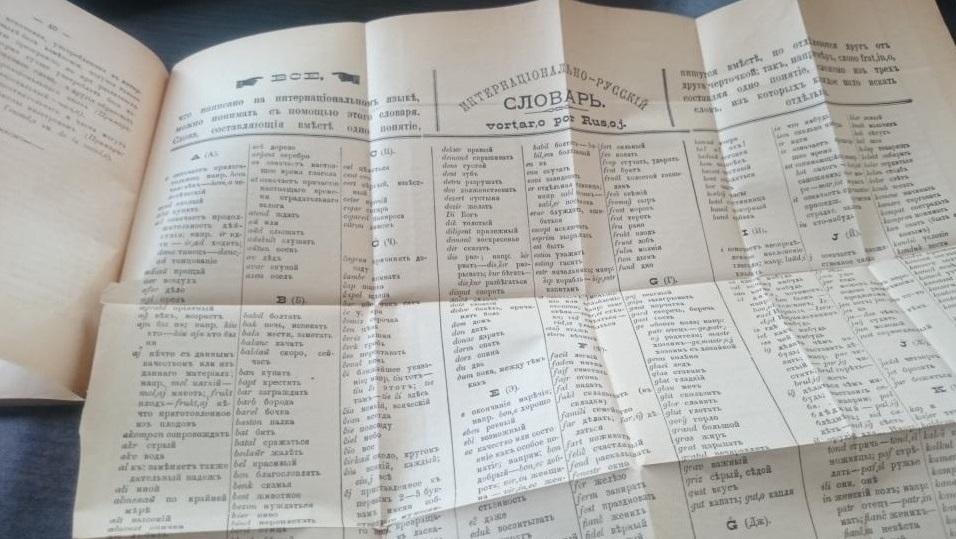
Unua Libro (por Rusoj) - 1887 - dizionario
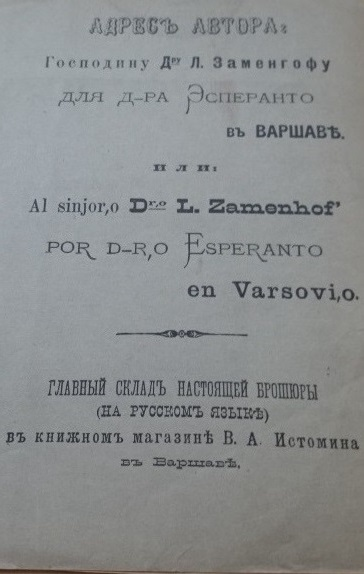
Unua Libro (por Rusoj) - 1887 - copertina retro